# What Can Be Done at This Point
What Can Be Done at This Point jest trzecim albumem meksykańskiej piosenkarki Elan. Najbardziej znanym utworem z tego albumu jest singel Don't Want You in.

## Spis utworów
1. The Winning Numbers (6:26)
2. Roll Like Dice (3:19)
3. My Last Sting (3:28)
4. Made Myself Invisible (3:07)
5. This Time Around (3:11)
6. Don't Want You in (4:06)
7. Awake (3:15)
8. I (5:01)
9. What Can Be Done at This Point (4:01)
10. At the Edge of the World (2:34)

### Single
- Don't Want You in
- Made Myself Invisible
- This Time Around